# Bogumiła Łącka
Bogumiła Łącka (ur. 6 sierpnia 1960) – polska kajakarka, mistrzyni i reprezentantka Polski, medalistka Letniej Uniwersjady (1987).

## Kariera sportowa
Była zawodniczką Ślęzy Wrocław. Jej największym sukcesem międzynarodowym był brązowy medal Uniwersjady w 1987 w konkurencji K-4 500 m (partnerkami były Izabela Dylewska, Beata Lewicka i Sylwia Stanny).
Dwukrotnie była mistrzynią Polski: w 1981 w konkurencji K-4 500 m i w 1987 w konkurencji K-1 5000 m.